# ليريوبية سنبلية
ليريوبية سنبلية (الاسم العلمي:Liriope spicata) هي نوع من النباتات تتبع جنس الليريوبية من الفصيلة الهليونية.